# Betaeus levifrons
Betaeus levifrons is een garnalensoort uit de familie van de Alpheidae. De wetenschappelijke naam van de soort is voor het eerst geldig gepubliceerd in 1950 door Vinogradov.